# Dave Romney
David 'Dave' Romney (Irvine, 12 juni 1993) is een Amerikaans voetballer die bij voorkeur als verdediger speelt. In 2015 verruilde hij LA Galaxy II voor Los Angeles Galaxy.

## Clubcarrière
Romney begon zijn professionele carrière bij LA Galaxy II. Hij maakte zijn USL debuut op 29 maart 2015, tegen Sacramento Repulic FC. Zijn Major League Soccer debuut maakte hij op 25 juli tegen Houston Dynamo. Ten tijde was hij door Los Angeles Galaxy gehuurd van LA Galaxy II. Op 5 augustus 2015 nam Los Angeles Galaxy hem definitief over van LA Galaxy II. Romney werd daarmee de eerste speler die vanuit LA Galaxy II een contract tekende bij het eerste team.